# ANTLR
ANTLR, acronimo di ANother Tool for Language Recognition, è un generatore di parser che fa uso del sistema di parsing LL(*). Il predecessore di ANTLR è il generatore di parser PCCTS.
Il nome ANTLR sta per "ANother Tool for Language Recognition" (in italiano "un altro strumento per il riconoscimento del linguaggio"). Dato che ANTLR è in competizione con i generatori di parser LR, la lettura alternativa "ANT(i)-LR" può non essere accidentale.  Le regole in ANTLR sono espresse in un formato deliberatamente simile all'EBNF al posto della sintassi leggermente diversa utilizzata dagli altri generatori di parser.
Al momento, ANTLR supporta come target i seguenti linguaggi: C++, Java, Python, C#.
Per un'introduzione ad ANTLR, vedi
 il tutorial di ANTLR presso l'Università di Birmingham (archiviato dall'url originale il 23 febbraio 2015).. Per un background della teoria vedi gli articoli nella home di ANTLR, per esempio  an ANTLR journal paper (PDF). URL consultato il 6 novembre 2017 (archiviato dall'url originale il 18 ottobre 2005)..